# Sicilia (1896)

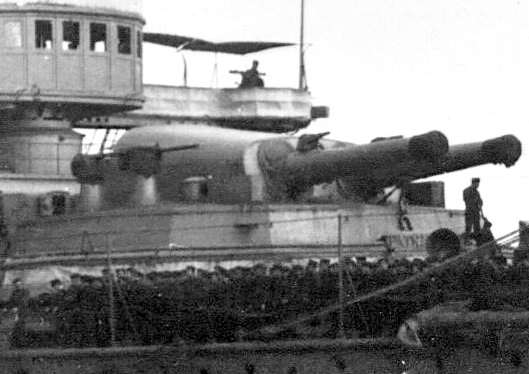
340 міліметрові гармати "Січілії"

«Січілія» (італ. Sicilia) - броненосець ВМС Італії типу «Ре Умберто» кінця XIX - початку XX століття.

## Історія створення
Броненосець  «Січілія» закладений 3 листопада 1884 року в Арсенал флоту у Венеції. Спущений на воду 6 липня 1891 року, вступив у стрій 4 травня 1895 року.

## Історія служби
Після вступу у стрій броненосець «Січілія» ніс службу у складі Діючої ескадри італійського флоту. У 1897 році був у складі ескадри італійського флоту, що вирушила до берегів Греції для тиску на Османську імперію під час греко-турецької війни 1897 року і критського повстання 1897-1898 років.
«Січілія» був першим броненосцем італійського флоту, на якому був встановлений радіотелеграф. 
Броненосець взяв участь у Італійсько-турецькій війні  1911–1912 років,  де був флагманським кораблем адмірала Раффаеле Бореа Річчі д'Ольмо. Під час війни ескортував конвої до Північної Африки та підтримував італійські сили на березі, обстрілюючи османські війська. Пізніше корабель використовувався як плавуча база для нового дредноута «Джуліо Чезаре». Під час Першої світової війни він продовжив службу у цій же ролі, а пізніше був перетворений на плавучу майстерню. 
У 1923 році «Січілія» був виведений зі складу флоту  і пізніше утилізований.